# Shefali Shah
Shefali Shah (Bombaim, 22 de maio de 1973) é uma atriz indiana. Sua carreira começou no teatro Gujarati antes de estrear na televisão em 1993. Shefali ganhou maior reconhecimento em 1997 por seu papel na popular série Hasratein.
Em 2007, ela ganhou o Prêmio de Melhor Atriz no Festival Internacional de Cinema de Tóquio por seu papel como Kasturba Gandhi na cinebiografia Gandhi, My Father e o Prêmio National Film de Melhor Atriz Coadjuvante pelo longa-metragem The Last Lear. Os seus papéis sequentes no cinema foram em Kucch Luv Jaisaa (2011), Lakshmi (2014) e Dil Dhadakne Do (2015).

## Filmografia parcial
- 1998: Satya ...
- 2000: Mohabbatein ... Nandini, cunhada de Kiran
- 2001: Le Mariage des moussons ... Ria Verma
- 2007: Gandhi, My Father ... Kasturba Gandhi
- 2007: The Last Lear ...
- 2015: Brothers ...
- 2017: Commando 2 ... Abhaya Sharma
- 2018: Once Again ... Tara
- 2019-presente: Delhi Crime (TV) ... Vartika Chaturvedi
- 2022: Darlings ... Shamshunissa